# أكمية ناصعة البياض
أكمية ناصعة البياض (الاسم العلمي: Aechmea nivea) هو نوع نباتي يتبع جنس الأكمية من فصيلة البروميلية.